# 狂歡節

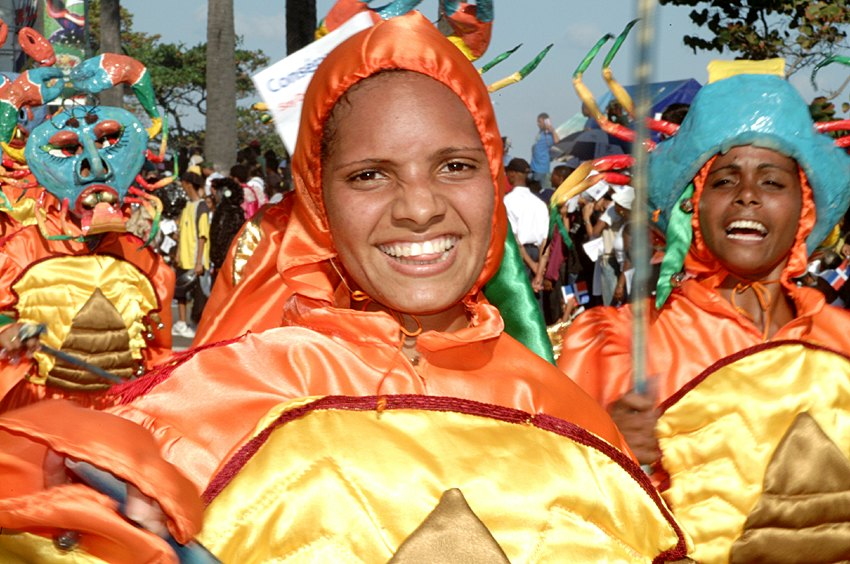

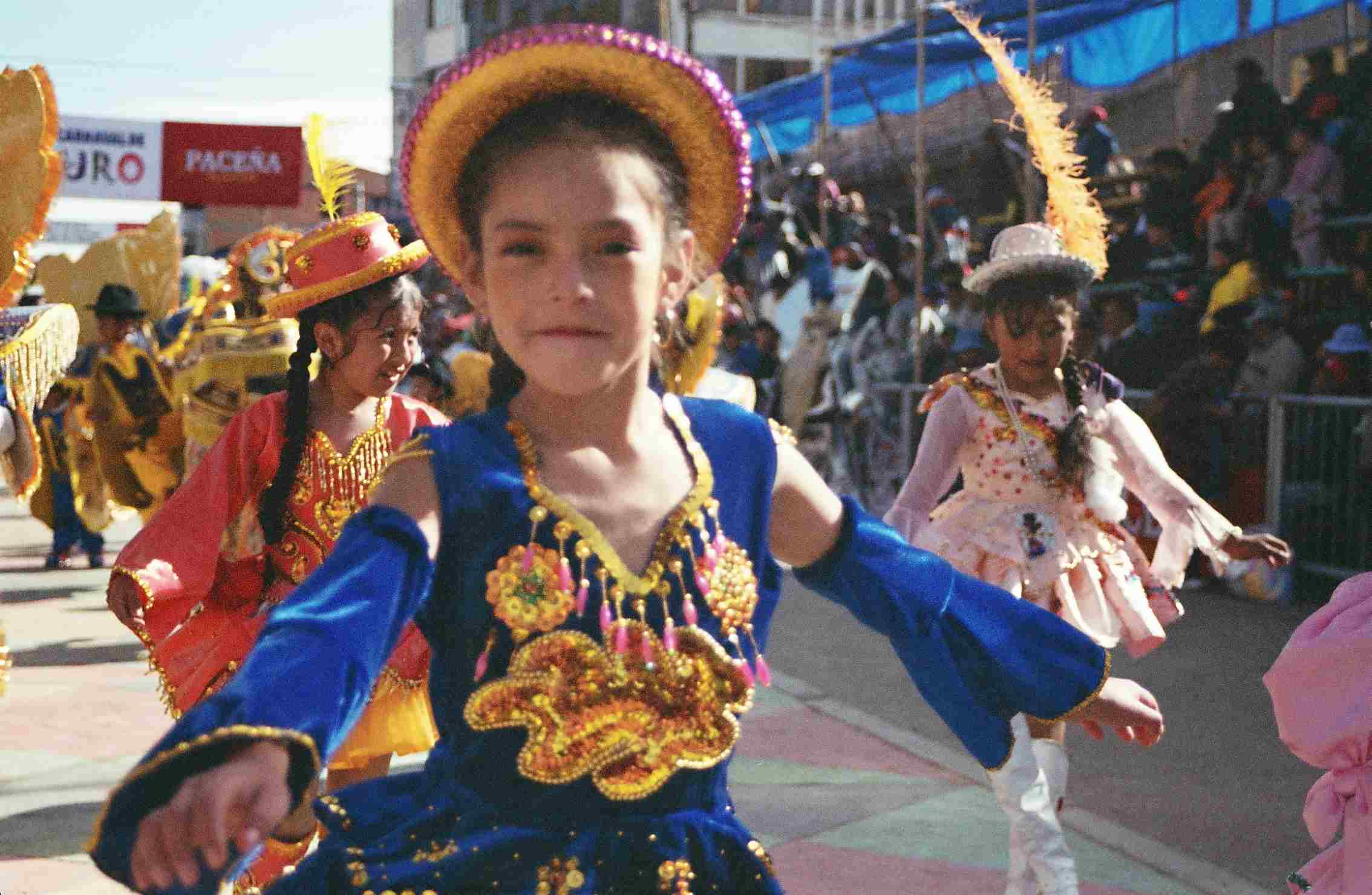

狂歡節，又譯作嘉年華（英語：Carnival），是基督教四旬期 （大齋期）開始前的節日，為期數星期至數月的重要節期，人们打扮一番後巡遊慶祝，略有街頭派對氣氛。天主教會和东正教会并不以礼仪庆祝，而是属於信徒的民间活动；新教则无论教会或信徒，一般并不慶祝这个节日。舉辦細節（如：時間）視乎各國風俗而異，主要慶祝集中於二、三月，但通常在大齋期（四旬期）的首日─大齋首日（聖灰星期三）前結束。
除了聖誕節之外所有天主教假日均以復活節為準，每一年的復活節均是北半球春天（或南半球秋天）晝夜平分點後第一個滿月之後的第一個禮拜天，回算40天就是嘉年華會的聖灰星期三。
从圣灰星期三到复活节前的40天，按教会年历（德文：Kirchenjahr）是封斋期（德文：Fastenzeit，或譯守齋期），所以狂欢节也称为“谢肉节”。在整个封斋期的40天裡，禁止天主教徒食肉、娱乐、婚配等一切喜庆活动。为此，人们趁封斋节到来之前尽情享樂。

## 各國習俗
德國
德国西部地区的狂欢节源于东正教是圣灰星期三的前夕有數千年的历史，庆祝冬季的结束和春天的来临。在德国是仅次于圣诞节的重要节日。在节日期间有大型的游行和庆祝活动。
德国的狂欢节要持续一周，以2010年德国狂欢节日历为例：
| 名稱                        | 日期          |
| --------------------------- | ------------- |
| 女人狂欢节 Weiberfastnacht  | 2月11日，周四 |
| 玫瑰星期一 Rosenmontag      | 2月15日，周一 |
| 懺悔星期二 Veilchendienstag | 2月16日，周二 |
| 聖灰星期三 Aschermittwoch   | 2月17日，周三 |

波蘭
波蘭的狂歡節在聖灰星期三的前一個星期四，為全國性非官方節日，民眾皆會購買或製作波蘭甜甜圈，搭配豐盛餐點來慶祝。
義大利
義大利最知名的狂歡節以威尼斯嘉年華會為代表，每年在聖灰星期三前兩週開始，至懺悔星期二結束。肥胖星期四與懺悔星期二亦為非官方慶祝活動，在義大利稱作Giovedì grasso（油膩星期四）與Martedì grasso（油膩星期二），一般為搭配豐盛餐點慶祝。
巴西